# Alojz I., knez Lihtenštajna
Alojz I., knez Lihtenštajna (Beč, 14. svibnja 1759. – Beč, 24. ožujka 1805.), deveti knez Lihtenštajna.

## Životopis
Bio je prvorođenac Franje Josipa I., kneza Lihtenštajna. Služio je u vojsci, ali je vojnu službu napustio zbog lošeg zdravlja. Zanimalo ga je šumarstvo i vrtlarstvo pa je zasadio veliki broj sadnica na svojim posjedima iz gospodarstvenih i estetskih razloga. Podupirao je razvitak rudarstva na svojim posjedima u Moravskoj što je znatno pridonijelo njegovom financijskom jačanju. Bavio se i skupljanjem knjiga te je na taj način obogatio lihtenštajnske knjižnicu velikom zbirkom knjiga. Njegov arhitekt Josef Hardmut projektirao je novu palaču u Beču.
Tijekom njegovo vladavine u Lihtenštajnu izvršeno je posljednje pogubljenje kada je zbog krađe Barbari Erni odrubljena glava. 

## Brak i potomstvo
15./16. studenog 1783. Alojz I. se oženio za Karolinu Gräfin od Manderscheid-Blankenheima (14. studenog 1768. – 11. lipnja 1831.). Nisu imali djece, a vladavina nad Lihtenštajnom je otišla njegovom bratu Ivanu I. Josipu.

## Vanjske poveznice

### Mrežna sjedišta
- (engl.) Životopis na stranicama Kneževske obitelji Liechtenstein

### Sestrinski projekti
|  | Zajednički poslužitelj ima još gradiva o temi Alojz I., knez Lihtenštajna |